# 1983 en architecture
| Années de l'architecture : 1980 - 1981 - 1982 - 1983 - 1984 - 1985 - 1986    |
| Décennies de l'architecture : 1950 - 1960 - 1970 - 1980 - 1990 - 2000 - 2010 |

Cet article présente les faits marquants de l'année 1983 en architecture.

## Agence d'architecture
- Création de DMA - Deleuze, Metzger et Associés par Francis Metzger et Luc Deleuze, qui deviendra  Ma² - Metzger et Associés Architecture.

## Inaugurations
- 1er mai : Église de la Sainte-Mère-de-Dieu, Alep,  Syrie.

## Bâtiments terminés

### États-Unis
- Le Conoco-Phillips Building (en) à Anchorage, AK.
- Wells Fargo Bank Plaza à Houston, Texas.
- Williams Tower/ Transco Tower à Houston, Texas.
- ARCO Tower à Dallas, Texas, États-Unis.
- Le Mellon Bank Center à Philadelphia, États-Unis.
- Trump Tower à New York, États-Unis.
- One Cleveland Center (en) à Cleveland, Ohio, États-Unis.
- Miami Center (en), à Miami, Florida, États-Unis.

### Autres pays du monde
- La Tour de télévision d'Almaty à Almaty, Kazakhstan.
- Henningsvær Bridges (en), Norvège[1].
- Tour de Pasila, Helsinki, Finlande[2].
- Le musée de la Collection Burrell à Glasgow, Écosse, Royaume-Uni.
- Les Espaces d'Abraxas, à Noisy-le-Grand en France.

## Récompenses
- Grand prix national de l'architecture : Henri Ciriani.
- Prix Pritzker : Ieoh Ming Pei.

## Décès
- 12 juin : Clemens Holzmeister (° 27 mars 1886).
- 1er juillet : Richard Buckminster Fuller (° 12 juillet 1895).
- 18 août : Nikolaus Pevsner (° 30 janvier 1902).
- Josep Lluís Sert (° 1902).